# Special Reconnaissance Regiment

Insygnia SRR

Special Reconnaissance Regiment (SRR) – specjalna jednostka British Army sformowana 6 kwietnia 2005 jako część United Kingdom Special Forces. 